# Kebba C. A. Kah
Kebba C. A. Kah (Kebba Cherno Amat Kah; * 1934) ist ein Politiker in der westafrikanischen britischen Kolonie Gambia.

## Leben
| Parlamentswahl | Stimmen | Stimmanteil |
| -------------- | ------- | ----------- |
| 1960           | 1.724   | 27,06 %     |

| Parlamentswahl | Stimmen | Stimmanteil |
| -------------- | ------- | ----------- |
| 1962           | 1.538   | 54,73 %     |
| 1966           | 2.176   | 60,49 %     |

Kah, ein muslimischer Tukulor aus dem Protektorat, wurde in Koranschulen, an einer katholischen Missionsschule und am Teacher Training College in Georgetown unterrichtet. Nachdem er bis 1959 Englisch und Geschichte an mehreren Schulen des Protektorats unterrichtet hatte, arbeitete er kurz als Angestellter in der Post- und Telegraphenabteilung, bis er bei der Parlamentswahlen 1960 zurücktrat, um sich als Unabhängiger in Wahlkreis Niumi-Jokadu zur Wahl für den House of Representatives zu stellen. Er konnte nur 27,06 % der Stimmen erreichen und verlor den Wahlkreis an den parteilosen Landing Omar Sonko. Kah trat wieder in seine alte Abteilung ein, wurde jedoch im März 1962 entlassen, nachdem er für verschiedene Straftaten verurteilt worden war.
Bei den Parlamentswahlen 1962 gewann er mit 54,73 % der Stimmen den Wahlkreis Jokadu als Kandidat der United Party (Gambia) (UP) vor dem Kandidaten der People’s Progressive Party (PPP) Baba M. Touray. Fast unmittelbar nach der Wahl trat er selber der PPP bei und wurde im September zum Parlamentarischen Sekretär im Finanzministerium ernannt. Anschließend wurde er von Präsidenten Dawda Jawara nach dem Zusammenbruch der UP/PPP-Koalition im Februar 1965 als Nachfolger von Ebrima D. N’Jie Gesundheitsminister im Kabinett Jawara I.
Nachdem er den Wahlkreis Jokadu, vor dem Kandidaten der UP, I. A. S. Burang-John, bei den Parlamentswahlen 1966 mit 60,49 % der Stimmen erneut gewinnen konnte, blieb Kah weiterhin Gesundheitsminister, bis er im April 1968 zum Rücktritt gezwungen wurde, um Platz für I. M. Garba-Jahumpa zu machen. Kah half dann beim Aufbau der People’s Progressive Alliance. Obwohl er im Juli 1969 zur PPP zurückkehrte, wurde er im Oktober wegen Betrugs im Zusammenhang mit Passunregelmäßigkeiten angeklagt. Er wurde zu einer zweijährigen Haftstrafe verurteilt und verlor dadurch seinen Parlamentssitz. Im Februar 1971 wurde er aus der PPP ausgeschlossen und verschwand anschließend aus dem politischen Leben.
Er machte bis in die 1980er Jahre Geschäfte mit libanesischen Partnern, bevor er sich der Landwirtschaft in der Nähe von Serekunda widmete. 